# الاكمة (السبرة)

تعديل مصدري - تعديل

الاكمة محلة تابعة لقرية الضلاع، التابعة لعزلة المساعدة بمديرية السبرة إحدى مديريات محافظة إب في الجمهورية اليمنية.، بلغ تعداد سكانها 60 حسب تعداد اليمن لعام 2004.